# Uszomierz (stacja kolejowa)
Uszomierz (ukr. Ушомир) – stacja kolejowa w miejscowości Chołosne, w rejonie korosteńskim, w obwodzie żytomierskim, na Ukrainie. Położona jest na linii Korosteń – Żytomierz.
Nazwa pochodzi od pobliskiej miejscowości Uszomierz.